# Jeepers Creepers
Jeepers Creepers  (no Brasil, Olhos Famintos; em Portugal, Jeepers Creepers) é um filme de terror e suspense teuto-americano de 2001, dirigido e roteirizado por Victor Salva, com produção executiva de Francis Ford Coppola, Tom Luse, J. Todd Harris, Eberhard Kayser, Mario Ohoven, Linda Reisman e Barry Opper. Foi distribuído nos Estados Unidos pela United Artists e lançado no Brasil pela Playarte, e em 2021 foi lançado pela 1Films uma edição especial com blu-ray, dvd e cards.
Originalmente seu título seria Here Comes the Boogeyman mas foi alterado para Jeepers Creepers em inspiração a música de 1938 de mesmo nome.  Foi gravado em Dunellon, Florida, no verão de 2000.
Trás no elenco Gina Philips, Justin Long, Jonathan Breck, Patricia Belcher, Brandon Smith, Eileen Brennan, Jon Beshara, Avis-Marie Barnes e Tom Tarantini. 
Foi lançado em 31 de agosto de 2001, feriado do Dia do Trabalho nos Estados Unidos, recebeu criticas mistas por parte da critica e foi um sucesso de bilheteria arrecadando 59 milhões de dólares mundialmente e entrando para o top 20 das maiores estreias na semana do Dia do Trabalho ocupando a posição 17.
Uma sequência, Jeepers Creepers 2, foi lançada em 2003, e o terceiro filme, Jeepers Creepers 3, em 2017.
Um tributo foi lançado pela Constantino Filmes em 2023 intitulado de Jeepers Creepers Returns.

## Sinopse
Enquanto voltam para a casa nas férias, por uma estrada pouco movimentada, Trish Jenner (Gina Philips) e seu irmão Darry Jenner (Justin Long) são ultrapassados por um velho caminhão em alta velocidade que aparenta ter um psicopata ao volante. 
Quilômetros adiante, os irmãos avistam o velho caminhão ao lado de uma igreja abandonada, o motorista aparenta jogar algo na tubulação de esgoto. Assustados eles aceleram, mas acabam sendo perseguidos pelo caminhão. Num ato impulsivo, Darry joga o carro para fora da estrada, a fim de despistar o velho caminhão. 
Passado o susto ele decide voltar a velha igreja e investigar o que há na tubulação de esgoto, mas acaba mais uma vez sendo perseguido por uma criatura perversa que está a procura de alguma coisa deles. E eles não sabem o quê, nem de quem.

## Elenco
- Justin Long como Darry Jenner, um universitário que volta para casa nas férias.
- Gina Philips como Patricia "Trish" Jenner, uma universitária volta para casa nas férias, acompanhada de seu irmão Darry Jenner.
- Jonathan Breck como o Creeper.
- Patricia Belcher como Jezelle Gay Hartman, uma paranormal que sonha com futuros reais da caçada da criatura aos irmãos.
- Eileen Brennan como a Senhora dos Gatos.
- Brandon Smith como o Sargento David Tubbs.
- Peggy Sheffield como Beverly.
- Jon Beshara como o oficial Robert Gideon.
- Avis-Marie Barnes como a oficial Natasha Weston.
- Patrick Cherry
- Steven Raulerson
- Tom Tarantini
- William Haze
- Kim Kahana
- Chris Shepardson
- Tim Phoenix
- Victor Salva
- Clint Wilder

## Filmagens
Com o orçamento de apenas  U$ 10 milhões de dólares, Olhos Famintos começou a ser filmado em 2000, nos Estados Unidos. Logo o diretor Victor Salva, percebeu que o orçamento não cobria os custos da conclusão final que desejava fazer. Então Salva declarou o final, com o massacre na delegacia.

## Trilha sonora
Bennett Salvay foi responsável por compor a trilha sonora de Olhos Famintos. 

## Recepção

### Crítica
Olhos Famintos teve recepção mista por parte da critica especializada. No website Rotten Tomatoes, o filme detém 45% de aprovação e nota 5.1 com base em 110 avaliações (49 positivas e 61 negativas). O consenso da critica conclui "Jeepers Creepers tem um começo promissor. Infelizmente, a tensão e suspense rapidamente se desinflam em clichês de gênero à medida que o filme continua.". No Metacritic, o filme tem uma pontuação 49/100, com base em 24 criticas, indicando "criticas mistas ou médias".
Em sua critica para o Los Angeles Times, Kevin Thomas disse "Um suspense inteligente que combina risadas com arrepios que devem satisfazer os fãs de terror que procuram uma diversão no final do verão.".
James Berardinelli do ReelViews comentou sobre o filme em sua critica "Salva (Powder), dirigindo a partir de seu próprio roteiro, desenvolve o Jeepers Creepers de tal forma que oferece muitos riscos de choque, bem como uma sensação de ameaça gradual."
No entanto, Stephen Holden do New York Times deu ao filme nota 2/5 e comentou "Enquanto o filme se abstenha de revelar seu monstro, Jeepers Creepers constrói um clima de expectativa sombrio. Uma vez que sua criatura sobrenatural de bastão e asa aparece, não é tão horripilante quanto você imaginou". Desson Thomson em sua critica ao Washington Post, deu ao filme nota 1.5/5 e disse "Depois de introduzir uma abertura provocativa, o filme se instala para alguns efeitos de medo bastante baratos, bem como imagens gráficas por computador para o valentão atual".

### Bilheteria
Jeepers Creepers estreou em 2.944 cinemas e obteve um aumento bruto dos EUA de US $ 37,9 milhões; mais tarde, arrecadou US $ 21,3 milhões internacionalmente, totalizando US $ 59,2 milhões em todo o mundo.
Ele quebrou o recorde de filme com a maior abertura no fim de semana do Dia do Trabalho com 13,1 milhões nos primeiros 4 dias de exibição nas telonas, segurando o recorde até o lançamento de sua sequência em 2003, Jeepers Creepers 2 que arrecadou 18,3 milhões em sua semana de estreia. No top 10 de maiores aberturas da semana do Dia do Trabalho, Jeepers Creepers ocupa o #7 lugar e sua sequência o #5. Permitindo filmes que haviam sido divulgados antes do feriado, no top 200 de filmes com maior bilheteria na semana do Dia do Trabalho, Jeepers Creepers detém o #17 lugar, Jeepers Creepers 2 detém o #10 lugar. 

## Prêmios
Olhos Famintos venceu um prêmio de melhor longa-metragem da Crystal Reel Awards e foi indicado a Melhor Filme de Terror pela Academy of Science Fiction, Fantasy & Horror Films, além de indicado a Melhor Performance por um Jovem Ator (Justin Long). 
| Prêmio                                                  | Categoria                                | Recebedor(s) | Resultado |
| ------------------------------------------------------- | ---------------------------------------- | ------------ | --------- |
| Crystal Reel Awards 2002                                | Melhor longa-metragem                    |              | Venceu    |
| Academy of Science Fiction, Fantasy & Horror Films 2002 | Prêmio Saturno de melhor filme de terror |              | Indicado  |
| Academy of Science Fiction, Fantasy & Horror Films 2002 | Melhor performance por um jovem ator     | Justin Long  | Indicado  |
| International Horror Guild 2002                         | Melhor filme                             |              | Indicado  |
| Sitges - Catalonian International Film Festival 2001    | Melhor filme                             | Victor Salva | Indicado  |